# 奥德纳
奥德纳（西班牙語：Ódena），是西班牙加泰罗尼亚巴塞罗那省的一个市镇。总面积52平方公里，总人口3629人（2013年），人口密度52人/平方公里。